# هنري فلويد
هنري فلويد (بالإنجليزية: Henry Floyd)‏ (2 أبريل 1793 - 4 مارس 1868) هو لاعب كريكت بريطاني (وحمل سابقاً جنسية المملكة المتحدة لبريطانيا العظمى وأيرلندا). لعب مع نادي مارليبون للكريكت ‏.